# Takami Senseki

Takami Senseki, gemalt von Watanabe Kazan

Takami Senseki (japanisch 鷹見 泉石; geboren 3. August 1785 in Koga (Provinz Shimōsa); gestorben 24. August 1858 ebenda) war ein japanischer Offizieller der Koga-Domäne und Gelehrter der Westlichen Wissenschaften.

## Leben und Wirken
Takami Senseki wurde in Koga als ältester Sohn des Samurais Takami Tadanori (鷹見 忠徳) geboren. Im Alter von 12 Jahren begann er zu arbeiten, stieg auf und diente den Herren der Domäne, Doi Toshiatsu (土井 利厚; 17581–822) und dessen Sohn Doi Toshitsura (土井 利位; 1789–1848). Nachdem Toshitsura die Nachfolge übernommen hatte, wurde Senseki sein Hausältester (家老, Karō).
Als Toshitsura Doi als Burgvogt (大坂城代, Ōsakajōdai) in Osaka diente, leitete Takami 1837 die Verhaftung von Ōshio Heihachirō (1793–1837) und seinem Sohn, die in Osaka wegen der damaligen Hungersnot einen Aufstand organisiert hatten. Nachdem er als Regierungsvertreter in Kyōto (京都所司代, Shoshidai) gedient hatte, unterstützte er seinen Herren während seiner Amtszeit als Rōjū in der Tokugawa-Regierung, dem Bakufu, und demonstrierte seine Fähigkeiten in der zentralen politischen Welt. Er war an Kasan Watanabes „Shoshikai“ (尚歯会) – eine informelle Diskussionsgruppe älterer Politiker und Künstler, beteiligt und engagierte sich, den Geschütz-Experten Takashima Shūhan nach Edo zu holen. Er traf auch den aus Russland heimgekehrten Schiffbrüchigen Daikokuya Kōdayū (1751–1821) und Nakahama Manjirō (1827–1898), der in den USA längere Zeit gewesen war.
Schon als Kind hatte Takami Kenntnisse der niederländischen Sprache, die ihm der Arzt der Domäne Kawaguchi Shinjin (河口 信任; 1736–1811) beigebracht hatte. Er sammelte mehr als 1000 Karten von Japan und dem Ausland, war versiert in Geographie und übersetzte und veröffentlichte 1850 die einzige Karte von Holland, die vor der Meiji-Zeit publiziert wurde, die „Shinyaku Waran-koku zenzu“ (新訳和蘭国全図). Er zeigte auch ein starkes Interesse an Ezo-Karten und studierte die russische Sprache. Als Perry nach Japan kam, befürwortete er die Öffnung des Landes für den Handel. Man solle auf die Kraft des Volkes vertrauen, eine Aussage, die das Vorgehen von Iwase Tadanari (1818–1861) und anderen Mitgliedern des Shogunats beeinflusste. Auf Grund seiner zu fortschrittlichen Ansichten wurde Takami schließlich nach Koga beordert und unter eine Art Hausarrest gestellt. Er nutzte die Zeit, um seine Forschungen voranzutreiben.
Takami war an der Bearbeitung der Fortsetzung von „Sekka zusetsu“ (雪華図説) – „Bildliche Darstellungen von Schneeblüten“ beteiligt, die von Doi Toshitsura auf der Grundlage seiner Beobachtungen von Schneekristallen zusammengestellt worden war. Er hinterließ ein Tagebuch, „Takami Senseki nikki“ (鷹見泉石日記), Notizen zu seinen offiziellen Pflichten, beginnend im Alter von 12 Jahren, das 60 Jahre umfasst, eine wichtige Quelle zu Begebenheiten seiner Zeit.